# Säsong 4 av Teenage Mutant Ninja Turtles (2012)
Säsong 4 av Teenage Mutant Ninja Turtles (2012) är seriens fjärde säsong, och började sändas i Nickelodeon den 25 oktober 2015. Det var den 17 juni 2014 som Nickelodeon beställde en fjärde säsong.
De fyra sista avsnitten sändes först i Sydkorea under mitten-slutet av december 2016.

## Crossover
Efter att under andra säsongen ha medverkat i avsnittet "The Manhattan Project", återvände sköldpaddorna från 1987 års serie i avsnittet "Trans-dimensionella Turtles". Återigen läste Cam Clarke, Rob Paulsen, Townsend Coleman och Barry Gordon rösterna för Leonardo, Raphael, Michelangelo och Donatello, medan Pat Fraley läste Krangs röst.

## Lista över avsnitt
| Nr |  | Titel                                                            |  | Regissör                        | Manus                     |  |  | Originalvisning             | Övriga visningsdatum   | TV-kod |  |  |
| --- |  | ---------------------------------------------------------------- |  | ------------------------------- | ------------------------- |  |  | --------------------------- | ---------------------- | ------ |  |  |
| 79 |  | "Bortom Universum" "Beyond the Known Universe"                   |  | Alan Wan                        | Brandon Auman             |  |  | 25 oktober 2015             |                        |        |  |  |
| Sköldpaddorna, April och Casey Jones samt Fugitoid ger sig ut i rymden, samt reser sex månader bakåt i tiden för att förhindra att triceratonerna utplånar Jorden. När de stannar till på en planet för att reparera sin rymdfarkost, stöter de på Lord Dregg. |  |                                                                  |  |                                 |                           |  |  |                             |                        |        |  |  |
| 80 |  | "Månarna vid Thalos 3" "The Moons of Thalos 3"                   |  | Michael Chang                   | John Shirley              |  |  | 1 november 2015             |                        |        |  |  |
| Sköldpaddorna, April, Casey Jones och Fugitoid blir nedskjutna i sin rymdfarkost, och kraschlandar mot en ismåne. Där stöter de på en grupp varelser, och Raphael förälskar sig i en av dem. |  |                                                                  |  |                                 |                           |  |  |                             |                        |        |  |  |
| 81 |  | "Wyrms konstiga värld" "The Weird World of Wyrm"                 |  | Sebastian Montes                | Randolph Heard            |  |  | 8 november 2015             |                        |        |  |  |
| Sköldpaddorna, April, Casey Jones och Fugitoid undersöker en övergiven rymdstation, och hittar en mystisk kub ur vilken figuren Wyrm dyker upp. |  |                                                                  |  |                                 |                           |  |  |                             |                        |        |  |  |
| 82 |  | "Prisjägaren Armaggon" "The Outlaw Armaggon!"                    |  | Alan Wan                        | Gavin Hignight            |  |  | 15 november 2015            |                        |        |  |  |
| Lord Dregg anlitar prisjägaren Armaggon för att förinta sköldpaddorna, April, Casey Jones och Fugitoid, vilka söker skydd i en annan övergiven rymdstation. Väl där kommer de i kontakt med rymdstationens artificiella intelligens, Overmind. |  |                                                                  |  |                                 |                           |  |  |                             |                        |        |  |  |
| 83 |  | "De urgamla aeonernas gåta" "Riddle of the Ancient Aeons"        |  | Michael Chang                   | Brandon Auman             |  |  | 10 januari 2016             |                        |        |  |  |
| Sköldpaddorna måste ta sig genom ett uråldrigt utomjordiskt tempel för att komma åt en del av svartahålsgeneratorn. |  |                                                                  |  |                                 |                           |  |  |                             |                        |        |  |  |
| 84 |  | "Resan till Mikeys inre" "Journey to the Center of Mikey's Mind" |  | Michael Chang                   | Todd Casey                |  |  | 17 januari 2016             |                        |        |  |  |
| När mikroskopiskt små utomjordingar tar sig in i Michelangelos tankar måste övriga sköldpaddor bege sig på en resa in i Michelangelos undermedvetna. |  |                                                                  |  |                                 |                           |  |  |                             |                        |        |  |  |
| 85 |  | "Bladbadets arena" "The Arena of Carnage"                        |  | Alan Wan                        | Peter di Cicco            |  |  | 24 januari 2016             |                        |        |  |  |
| Sköldpaddorna tillfångatas och förs till en triceratonsk arena. |  |                                                                  |  |                                 |                           |  |  |                             |                        |        |  |  |
| 86 |  | "Kriget om Dimension X" "The War for Dimension X"                |  | Michael Chang                   | Kevin Burke & Chris Wyatt |  |  | 31 januari 2016             |                        |        |  |  |
| Sköldpaddorna måste vinna Utrområdets förtroende för att hitta nästa del av svartahålsgeneratorn. |  |                                                                  |  |                                 |                           |  |  |                             |                        |        |  |  |
| 87 |  | "Det kosmiska havet" "The Cosmic Ocean"                          |  | Sebastian Montes, Mark Henry    | Kevin Burke & Chris Wyatt |  |  | 13 mars 2016                |                        |        |  |  |
| Sköldpaddorna måste färdas genom Varuna, en kosmisk ocean i yttre rymden sammanhållen genom gravitation, för att visa sin värdighet inför den utomjordiska drottningen Hiidalra som har den andra delen av svartahålsgeneratorn |  |                                                                  |  |                                 |                           |  |  |                             |                        |        |  |  |
| 88 |  | "Trans-dimensionella Turtles" "Trans-Dimensional Turtles"        |  | Alan Wan                        | Brandon Auman             |  |  | 27 mars 2016                |                        |        |  |  |
| Sköldpaddorna hamnar i ett parallellt universum där de tillsammans med sina egna motsvarigheter måste stoppa Krang och Kraang Subprime. Noterbart: Avsnittet debuterade på Wondercon den 26 mars 2016. |  |                                                                  |  |                                 |                           |  |  |                             |                        |        |  |  |
| 89 |  | "Triceratonernas hämnd" "Revenge of the Triceratons"             |  | Michael Chang, Ben Jones        | Randolph Heard            |  |  | 3 april 2016                |                        |        |  |  |
| Donatello känner sig underlägsen Fugitoid, men Donatellos intellekt prövas då triceratonerna går till attack. |  |                                                                  |  |                                 |                           |  |  |                             |                        |        |  |  |
| 90 |  | "Dreggs ondska" "The Evil of Dregg"                              |  | Sebastian Montes                | Gavin Hignight            |  |  | 10 april 2016               |                        |        |  |  |
| Raphael förlorar sin kampvilja då det sett ut som at han blivit bedragen av Mona Lisa på planeten Sectoid 1. Han måste nu övervinna sina känslor och rädda sina vänner från Dregg och Armaggon. |  |                                                                  |  |                                 |                           |  |  |                             |                        |        |  |  |
| 91 |  | "En evigt brinnande eld" "The Ever-Burning Fire"                 |  | Alan Wan                        | John Shirley              |  |  | 17 april 2016               |                        |        |  |  |
| Sköldpaddorna måste slåss mot triceratonerna, Dregg och odjuret Tokka för att erhålla den sista biten av svartahålsgeneratorn, vilken finns på lavaplaneten Magdomar. |  |                                                                  |  |                                 |                           |  |  |                             |                        |        |  |  |
| 92 |  | "Sista striden om Jorden" "Earth's Last Stand"                   |  | Michael Chang, Ben Jones        | Brandon Auman             |  |  | 24 april 2016               |                        |        |  |  |
| Sköldpaddorna, April och Fugitoid återvänder till Jorden för att förhindra att triceratonerna utplånar den. |  |                                                                  |  |                                 |                           |  |  |                             |                        |        |  |  |
| 93 |  | "Stad i krig" "City at War"                                      |  | Sebastian Montes, Brandon Auman | Brandon Auman             |  |  | 14 augusti 2016             |                        |        |  |  |
| Sedan sköldpaddorna återvänt till Jorden och stoppat triceratonerna firar sköldpaddorna att April blivit kunoichi. Plötsligt får de reda på att Karai tillsammans med sin gamla vän Shinigami återvänt för att återupprätta Fotklanen sedan Shredder givit den dåligt rykte. Samtidigt visar det sig att Shredder fortfarande lever, men är svårt skadad efter föregående strid och med hjälp av Baxter Stockmans mutagen återhämtar sig snabbare. |  |                                                                  |  |                                 |                           |  |  |                             |                        |        |  |  |
| 94 |  | "En bruten klan" "Broken Foot"                                   |  | Alan Wan                        | Peter di Cicco            |  |  | 21 augusti 2016             |                        |        |  |  |
| När Leonardo i hemlighet allierar sig med Karai, som nu leder sina egna Fotsoldater, hamnar både han själv och övriga sköldpaddor i livsfara. |  |                                                                  |  |                                 |                           |  |  |                             |                        |        |  |  |
| 95 |  | "Kampen mot insekterna" "The Insecta Trifecta"                   |  | Michael Chang, Ben Jones        | Kevin Burke & Chris Wyatt |  |  | 28 augusti 2016             |                        |        |  |  |
| Raphael måste övervinna sin insektsskräck då Baxter Stockmans nya underhuggare Scumbug och Antrax tillfångatagit Casey Jones. |  |                                                                  |  |                                 |                           |  |  |                             |                        |        |  |  |
| 96 |  | "Mutanter och gangsters" "Mutant Gangland"                       |  | Sebastian Montes                | Todd Casey                |  |  | 4 september 2016            |                        |        |  |  |
| Medan Shredder varit borta har Don Vizioso och hans gangsters utvecklat nya vapen för att bekämpa mutanter. När Mondo Gecko och Donatello tillfångatagits är det upp till Leonardo, Michelangelo, Raphael, Slash, Leatherhead och Dr. Rockwell att rädda dem |  |                                                                  |  |                                 |                           |  |  |                             |                        |        |  |  |
| 97 |  | "Superhjältar på villovägar" "Bat in the Belfry"                 |  | Alan Wan                        | Eugene Son                |  |  | 11 september 2016           |                        |        |  |  |
| Då April undersöker det utomjordiska fragmentet "Soul Star", som hon blir besatt av, kommer Michelangelos serietidningshjältar Wingnut och Screwloose till liv. |  |                                                                  |  |                                 |                           |  |  |                             |                        |        |  |  |
| 98 |  | "The Super Shredder"                                             |  | Rie Koga                        | Brandon Auman             |  |  | 6 november 2016             |                        |        |  |  |
| Sköldpaddorna ställs mot The Super Shredder. |  |                                                                  |  |                                 |                           |  |  |                             |                        |        |  |  |
| 99 |  | "Faror i mörkret" "Darkest Plight"                               |  | Sebastian Montes                | Randolph Heard            |  |  | 13 november 2016            |                        |        |  |  |
| Sköldpaddorna ger sig av för att leta efter Splinter, bara för att upptäcka att de själva är jagade. |  |                                                                  |  |                                 |                           |  |  |                             |                        |        |  |  |
| 100 |  | "Kraften inom henne" "The Power Inside Her"                      |  | Alan Wan                        | Peter di Cicco            |  |  | 20 november 2016            |                        |        |  |  |
| Donatello försöker undersöka de förmågor April fått av det utomjordiska fragmentet. |  |                                                                  |  |                                 |                           |  |  |                             |                        |        |  |  |
| 101 |  | "Tokka mot världen" "Tokka vs. the World"                        |  | Rie Koga                        | Gavin Hignight            |  |  | 17 december 2016 (Sydkorea) | 5 februari 2017 (USA)  |        |  |  |
| Tokka kommer till Jorden på jakt efter Chompy. |  |                                                                  |  |                                 |                           |  |  |                             |                        |        |  |  |
| 102 |  | "Tiger Claws historia" "Tale of Tiger Claw"                      |  | Sebastian Montes                | Mark Henry                |  |  | 17 december 2016 (Sydkorea) | 12 februari 2017 (USA) |        |  |  |
| Kvinnligen rävmutanten Alopex är på jakt efter Tiger Claw. |  |                                                                  |  |                                 |                           |  |  |                             |                        |        |  |  |
| 103 |  | "Requiem"                                                        |  | Alan Wan                        | Brandon Auman             |  |  | 30 december 2016 (Sydkorea) | 19 februari 2017 (USA) |        |  |  |
| Splinter måste leda sköldpaddorna och Mutadjuren i kampen mot deras fiender. |  |                                                                  |  |                                 |                           |  |  |                             |                        |        |  |  |
| 104 |  | "Owari"                                                          |  | Rie Koga                        | Brandon Auman             |  |  | 30 december 2016 (Sydkorea) | 26 februari 2017 (USA) |        |  |  |
| Sköldpaddorna inser att de en gång för alla måste stoppa Shredder. |  |                                                                  |  |                                 |                           |  |  |                             |                        |        |  |  |

### Fotnoter
1. ↑  ”Nickelodeon Renews 'Teenage Mutant Ninja Turtles' for Season 4 (Exclusive)” (på engelska). Hollywood Reporter. 17 juni 2014. http://www.hollywoodreporter.com/live-feed/nickelodeon-renews-teenage-mutant-ninja-712533. Läst 17 december 2015.
2. ↑  Justin Wren (2 januari 2017). ”Brandon Auman Trashes Spoilers for Season Four Finale” (på engelska). Teenage Mutant Ninja Turtles. http://www.teenagemutantninjaturtles.com/2017/01/02/brandon-auman-trashes-spoilers/. Läst 8 januari 2017.
3. 1 2  Eighties Teenage Mutant Mutant Ninja Turtles To Make Appearance On Current Animated Series Comicbook.com, hämtdatum:16 oktober 2016
4. ↑  ”Beyond the Known Universe” (på engelska). TV.Com. 25 oktober 2015. http://www.tv.com/shows/teenage-mutant-ninja-turtles-2012/beyond-the-known-universe-3253130/. Läst 17 december 2015.
5. ↑  ”The Weird World of Wyrm” (på engelska). TV.Com. 8 november 2015. http://www.tv.com/shows/teenage-mutant-ninja-turtles-2012/the-weird-world-of-wyrm-3256061/. Läst 17 december 2015.
6. ↑  ”The Outlaw Armaggon!” (på engelska). TV.Com. 15 november 2015. http://www.tv.com/shows/teenage-mutant-ninja-turtles-2012/the-outlaw-armaggon-3256062/. Läst 17 december 2015.
7. 1 2 3 4 5 6 7 8 9 10 11 12 13 14 15 16 17 18 19 20 21 22  ”Teenage Mutant Ninja Turtles Episode Guide” (på engelska). TV Scheudle. 11 mars 2015. Arkiverad från originalet den 4 januari 2016. https://web.archive.org/web/20160104130220/http://tvschedule.zap2it.com/tv/teenage-mutant-ninja-turtles/episode-guide/EP01589323. Läst 26 december 2015.